# Ndurumu (periodiskt vattendrag i Burundi, Rutana)
Ndurumu är ett periodiskt vattendrag i Burundi.   Det ligger i provinsen Rutana, i den centrala delen av landet, 100 km öster om huvudstaden Bujumbura.
Omgivningarna runt Ndurumu är huvudsakligen savann. Runt Ndurumu är det ganska tätbefolkat, med 100 invånare per kvadratkilometer.